# 東照宮御遺訓

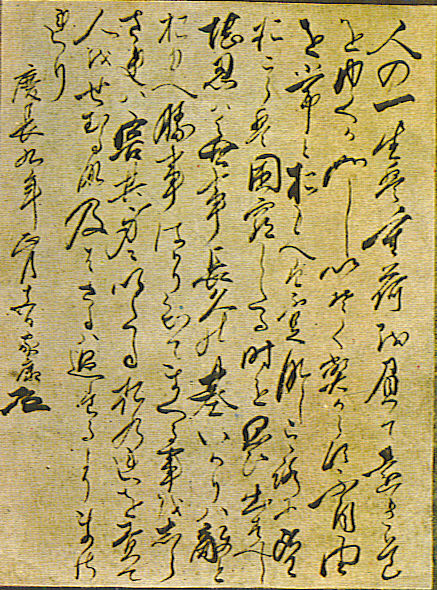
戒律の原文、日光東照宮のコレクションより。

東照宮御遺訓（とうしょうぐうごいくん、英：Testament of Ieyasu）は、徳川家康の遺訓と伝えられる遺文で、偽書とされる。後継者への指針を示したものという 。
江戸時代後期に、徳川光圀の言葉として広まったものが、天保6年（1835年）に寂庵大静が出版した『心要善悪種蒔鏡和讃』中で「東照御神君台諭」とされたことで家康の言葉という説が生じたとされる。明治11年（1878年）ごろに池田松之助という元旗本が家康の署名と花押を入れたものを日光東照宮に奉納した。 

## 歴史
この言葉は将軍退任の際に書き留められたもの。目撃者には本多正純 （1565–1637）と2人の僧が含まれた 。原典は、 栃木県日光市にある日光東照宮のアーカイブにある 。

## 関連文献
- 徳川, 義宣「一連の徳川家康偽筆と日課念仏」『金鯱叢書』第8輯、1981年。
- 徳川, 義宣「徳川家康遺訓『人の一生は』について」『金鯱叢書』第9輯、1982年。